# 成宗白山神社
成宗白山神社（なりむねはくさんじんじゃ）は、東京都杉並区成田東にある神社。

## 由緒
当神社は、旧成宗村字白幡の鎮守である。祭神は伊弉冊尊（いざなみのみこと）である。
創建に関しては資料がなく確かな事は分かっていないが、近隣の大宮八幡宮と同じ頃と言われている。別当寺は宝昌寺であった。

## 境内社
- 御嶽神社
- 稲荷神社
- 金刀平神社
- 第六天神社

## アクセス
- 京王井の頭線・西永福駅より徒歩約16分
- 拝観は無料。